# Vazba uhlík–uhlík
Vazba uhlík–uhlík je kovalentní vazba mezi dvěma atomy uhlíku.
Nejčastější podobou je jednoduchá vazba, tvořená dvojicí elektronů, jedním z každého atomu. Jednoduchá vazba uhlík–uhlík je druhu sigma a vzniká překryvem jednoho hybridizovaného orbitalu z každého atomu. V molekule ethanu jde o sp3-hybridizované orbitaly, existují však i vazby mezi uhlíky majícími jiné druhy hybridizace (například sp2 a sp2). Atomy uhlíku v jednoduché vazby nemusí ani mít stejnou hybridizaci. Mezi uhlíky se též mohou nacházet dvojné (u alkenů) nebo trojné vazby (u alkynů). Dvojná vazba se tvoří překryvem sp2-hybridizovaného orbitalu a p orbitalu nezapojeného do hybridizace. Trojná vazba vzniká z sp-hybridizovaného orbitalu a dvou p orbitalů z každého atomu. Zapojení p orbitalů vytváří vazbu typu pí.

## Řetězce a větvení
Uhlík je jedním z mála prvků, které mohou tvořit dlouhé řetězce svých vlastních atomů, tato vlastnost se nazývá katenace a je způsobena vysokými energiemi vazeb uhlík–uhlík, což umožňuje vytvářet obrovské množství uspořádání molekul; mnohé z nich jsou obsaženy v živých organismech, sloučeniny uhlíku tak mají vlastní chemické odvětví: organickou chemii.

2,2,3-trimethylpentan

C-C řetězce jsou často rozvětvené. Uhlíkové atomy lze podle počtu dalších uhlíků na ně navázaných rozdělit takto:
- Na primární uhlík je navázán jeden další.
- Na sekundární se připojují dva.
- Terciární uhlík má na sebe připojené tři další uhlíky.
- Na kvartérní uhlíky jsou navázány čtyři jiné atomy uhlíku.

V „organických molekulách se složitou strukturou“ se vyskytují trojrozměrně uspořádané vazby uhlík–uhlík na kvartérních místech, které určují tvary molekul. Tato kvartérní místa se nacházejí v řadě biologicky aktivních malých molekulách, jako jsou kortizon a morfin.

## Příprava
Reakce vytvářející vazby uhlík–uhlík mají velký význam při přípravě mnoha chemických látek, například léčiv a plastů.
Jako příklady reakcí lze uvést aldolové kondenzace, Dielsovy–Alderovy reakce, adice Grignardových činidel na karbonylové skupiny, Heckova reakce, Michaelova reakce a Wittigova reakce.
Postupy řízené syntézy trojrozměrných struktur obsahujících terciární uhlíky byly z velké části nalezeny do konce 20. století, ovšem syntézy sloučenin s kvaternárními uhlíky byly provedeny až začátkem 21. století.

## Délky a energie vazeb
Jednoduché vazby C-C jsou slabší než vazby C-H, O-H, N-H, H-H, H-Cl, C-F a řada dvojných či trojných vazeb, a podobně silné jako C-O, Si-O, P-O a S-H, většinou jsou však považovány za silné.
| Vazba C–C   | Molekula    | Disociační energie vazby (kJ/mol) |
| ----------- | ----------- | --------------------------------- |
| CH3–CH3     | ethan       | 380                               |
| C6H5–CH3    | toluen      | 430                               |
| C6H5–C6H5   | bifenyl     | 480                               |
| CH3C(O)–CH3 | aceton      | 350                               |
| CH3–CN      | acetonitril | 570                               |
| CH3–CH2OH   | ethanol     | 370                               |

Výše uvedené hodnoty patří k obvyklým pro vazby C-C; ojediněle se mohou objevit hodnoty výrazně mimo toto rozmezí.
| Molekula                                   | Ethan                    | Ethen                    | Ethyn                      |
| Vzoerc                                     | C2H6                     | C2H4                     | C2H2                       |
| Skupina                                    | alkany                   | alkeny                   | alkyny                     |
| Struktura                                  |                          |                          |                            |
| Hybridizace uhlíků                         | sp3                      | sp2                      | sp                         |
| délka vazby C-C                            | 153,5 pm                 | 133,9 pm                 | 120,3 pm                   |
| Délka vazeb C-C ve srovnání s jednoduchými | 100 %                    | 87 %                     | 78 %                       |
| Metoda určení struktury                    | mikrovlnná spektroskopie | mikrovlnná spektroskopie | infračervená spektroskopie |

## Mimořádné případy

### Dlouhé a slabé jednoduché vazby C-C
Bylo objeveno několik případů neobvykle dlouhých vazeb C-C. V Gombergově dimeru má jedna vazba C-C délku 159,7 pm. Právě tato vazba se v roztoku snadno (a vratně) narušuje i za pokojové teploty:
U hexakis(3,5-di-terc-butylfenyl)ethanu je energie vazby vytvářející stabilizovaný triarylmethylový radikál pouze 30 kJ/mol. V důsledku silného sterického působení je také centrální vazba v této molekule výrazně prodloužená, a to na 167 pm.

### Slabé dvojné vazby C-C
Struktura tetrakis(dimethylamino)ethylenu (TDAE) je značně narušená. Diedrální úhel dvou N2C konců je 28º, i když délka vazby C=C činí běžných 135 pm. Téměř izostrukturní tetraisopropylethylen má tuto vazbu také 135 pm dlouhou, jeho C6 jádro je ovšem rovinné.

### Krátké a silné trojné vazby C-C
Opačným extrémem je stav, kdy má jednoduchá vazba uhlík–uhlík v butadiynu nezvykle vysokou energii 670 kJ/mol, protože jednoduchá vazba spojuje dva sp-hybridizované uhlíky.
Násobné vazby C-C jsou obecně silnější než jednoduché; dvojná vazba v ethenu má disociační energii 730 kJ/mol a u trojné vazby ethynu jde o 960 kJ/mol.
Velmi krátkou trojnou vazbu (115 pm) pozorovanou u jodoniové sloučeniny [HC≡C–I+Ph][CF3SO3–], lze vysvětlit silným odtahováním elektronů jodonovou skupinou.